# Faldistoire
Ne doit pas être confondu avec cathèdre ou faudesteuil.

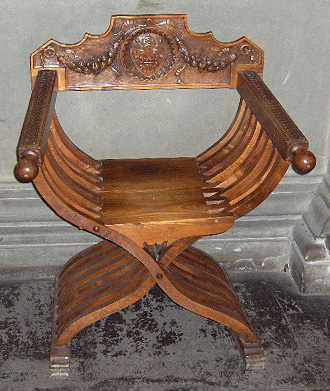
Faldistoire dans la salle des Cinq-Cents, Palazzo Vecchio, Florence, Italie.

Le faldistoire est un siège mobile réservé aux évêques et à certains dignitaires de l'Église catholique. 

## Description
Le mot francique faldistôl signifie « siège pliant ». Il a notamment donné en français le mot « fauteuil ». Dans le langage liturgique, le faldistoire est le siège de l'évêque ou, plus rarement, de certains dignitaires de l'Église. Contrairement à la cathèdre, il est mobile et peut ainsi être déplacé selon les nécessités de la liturgie. Il est généralement placé devant l'autel.
Il est muni d'accoudoirs mais ne possède pas de dossier. Prenant la forme d'une croix de saint André plus ou moins stylisée, il est recouvert d'un coussin à la couleur liturgique du jour.